# Cung điện ở Goworów
Cung điện ở Goworów (tiếng Ba Lan: Pałac w Goworowie) là một cung điện được Josef Christoph Ludwig xây dựng vào năm 1785 tọa lạc ở vị trí trung tâm của làng Goworów, thuộc tỉnh Dolnośląskie, Ba Lan. Cung điện được xây dựng lại vào năm 1891. Kể từ năm 1989, công trình kiến trúc này thuộc sở hữu tư nhân. Nó được chủ sở hữu trưng dụng để làm kinh doanh lĩnh vực du lịch nông nghiệp. Cung điện có tên trong sổ đăng ký di tích.
Cung điện ban đầu được Josef Christoph Ludwig xây dựng vào năm 1785. Vào năm 1891 (sau một trận hỏa hoạn), cung điện được xây dựng lại. Khu bất động sản này thường xuyên thay đổi chủ sở hữu trong thế kỷ 19. Vào năm 1905, nó được tiếp quản bởi gia đình quý tộc Althann đến từ Międzylesie. Sau năm 1945, cung điện được trưng dụng làm khu điều trị và giải trí cho Hiệp hội giáo viên Ba Lan, và sau đó được sử dụng làm nhà trẻ. Vào năm 1989, cung điện được một nhà đầu tư cá nhân mua lại.  Người sở hữu mới này tiến hành cải tạo cung điện để bắt đầu kinh doanh dịch vụ du lịch nông nghiệp ở đó.
Đây là một cung điện hai tầng theo phong cách Baroque-Cổ điển được xây dựng trên một mặt phẳng hình chữ nhật. Cung điện được lợp bằng mái nhà mansard (các mặt bên của mái nhà đối xứng với nhau).